# П'ядиківці
П'ядиківці — село в Україні, у Неполоковецькій селищній громаді Чернівецького району Чернівецької області.

## Походження назви
Назва П'ядиківців походить від міри вимірювання. Раніше, терени села були дуже малі, тому селянам не вистачало землі для ведення сільського господарства. Щоб нікого не обділити, цю землю ділили п'ядями між селянами.
Місцеві ж мешканці називають село Берестя. Кожна з цих двох назв має своє походження. Назва Берестя походить від назви дерева берест. Колись у селі росли могутні берести.

## Історія села
П'ядиківці вперше згадуються у 1624 році. Польський король Ян III Собеський, який заволодів Буковиною унаслідок польсько-турецьких війн, передав П'ядиківці 20 грудня 1691 року ротмістру Стефану Голубовському за його бойові заслуги.
8 лютого 1887 року у селі було відкрито школу. У 1970-х роках школу в П'ядиківцях закрили, а учнів перевели на навчання в Неполоковецьку середню школу.
У селі діяло спортивно-пожежне товариство «Січ».

## Населення
Національний склад населення за даними перепису 1930 року у Румунії:
| Національність           | Кількість осіб | Відсоток |
| ------------------------ | -------------- | -------- |
| українці                 | 901            | 78,48 %  |
| румуни                   | 146            | 12,72 %  |
| євреї                    | 52             | 4,53 %   |
| поляки                   | 42             | 3,66 %   |
| німці                    | 4              | 0,35 %   |
| росіяни                  | 2              | 0,17 %   |
| серби, хорвати, словенці | 1              | 0,09 %   |

Мовний склад населення за даними перепису 1930 року:
| Мова       | Кількість осіб | Відсоток |
| ---------- | -------------- | -------- |
| українська | 1020           | 88,85 %  |
| їдиш       | 48             | 4,18 %   |
| румунська  | 35             | 3,05 %   |
| польська   | 29             | 2,53 %   |
| німецька   | 14             | 1,22 %   |
| російська  | 2              | 0,17 %   |

### Мова
Розподіл населення за рідною мовою за даними перепису 2001 року:
| Мова       | Кількість | Відсоток |
| ---------- | --------- | -------- |
| українська | 961       | 98.97%   |
| російська  | 7         | 0.72%    |
| румунська  | 3         | 0.31%    |
| Усього     | 971       | 100%     |

## Релігія
У селі діє церква св. євангеліста Іоанна Богослова. Культова споруда, планувальна основа якої складалася з широкої чотирикутної нави та вужчих прямокутних притвору і вівтаря.

## Культура
У селі діє клуб. В результаті стихійного лиха 2008 року сільський клуб зазнав значних пошкоджень, був відремонтований. Бібліотека села знаходиться в приміщенні клубу.

## Визначні вихідці і жителі села
- Юліус Бохнер — архітектор Єврейського Народного Дому в Чернівцях.
- Тимінський Тарас — церковний і громадський діяч Буковини, священик, архимандрит, єпископ-номінат і вікарій митрополії Буковини (1917—1918), діяч НТШ та товариства «Просвіта», оборонець українських прав у Буковинській митрополії.
- Тимінський Тит-Тарас Юрійович (1858—1927) — релігійний та громадський діяч, член Буковинської делегації Української Національної Ради.